# Чунчха
Чунчха (груз. ჩუნჩხა) — село в Грузії.
За даними перепису населення 2014 року в селі проживає 324 особи.